# Exodus International
 (août 2025).
Si vous disposez d'ouvrages ou d'articles de référence ou si vous connaissez des sites web de qualité traitant du thème abordé ici, merci de compléter l'article en donnant les références utiles à sa vérifiabilité et en les liant à la section « Notes et références ».
Exodus International était la plus grande association interconfessionnelle d'ex-homosexuels chrétiens, dont le but était d'aider les personnes souhaitant limiter leurs désirs homosexuels. 
L'association a été fondée en 1976 et a cessé son activité en 2013 après la publication d'une déclaration expliquant que le groupe renonçait à ses objectifs et s'excusait pour les torts faits à l'encontre des homosexuels et de la communauté LGBT.